# Os Rapazes das Calçadas
Os Rapazes da Calçada é um filme brasileiro lançado em 1981, dirigido por Levi Salgado. O longa se insere no contexto da ditadura militar brasileira (1964–1985), um período marcado pela repressão, mas também por práticas de resistência, especialmente nas artes. Embora o filme contenha momentos de denúncia social e subversão das normas de gênero, corpo e sexualidade, ele também reproduz estereótipos e representações pejorativas comuns à época.

## Enredo
A trama gira em torno do personagem Luís, interpretado pela atriz Lady Francisco, que desafia os códigos de gênero ao se travestir de homem, utilizando adereços como perucas e bigodes.

## Contexto
O filme é um exemplo da complexidade do cinema brasileiro dos anos 1980, que, mesmo imerso em uma sociedade conservadora e sob forte censura, conseguiu tensionar e subverter as normas dominantes. Os Rapazes da Calçada dialoga com as pornochanchadas e outras produções populares da época, mas também reflete a entrada da pornografia explícita estrangeira no mercado nacional, alterando o panorama cinematográfico.

## Análise
A obra não se encaixa facilmente em um único gênero, mas propõe um debate sobre as interações entre o cinema nacional, o conservadorismo da época e as influências do cinema erótico internacional.

## Elenco
- Celso Faria
- Lia Farrel
- Lady Francisco
- Fernando José
- Ana Maria Kreisler
- Fernando Reski
- Levi Salgado

## Leituras adicionais
- Levi Salgado e seu Cinema Queer: Caracterização dos Masculinos em sua Filmografia, in: v. 8 n. 3 (2021): Revista Livre de Cinema